# Alestes comptus
Alestes comptus är en fiskart som beskrevs av Roberts och Stewart, 1976. Alestes comptus ingår i släktet Alestes och familjen Alestidae. Inga underarter finns listade i Catalogue of Life.